# Thaumaporatia apuana
Thaumaporatia apuana är en mångfotingart som beskrevs av Karl Wilhelm Verhoeff 1909. Thaumaporatia apuana ingår i släktet Thaumaporatia och familjen Mastigophorophyllidae. Inga underarter finns listade i Catalogue of Life.